# Alsbach-Hähnlein
Alsbach-Hähnlein är en kommun i Landkreis Darmstadt-Dieburg i Regierungsbezirk Darmstadt i förbundslandet Hessen i Tyskland. Kommunen bildades 1 januari 1977 genom en sammanslagning av de tidigare kommunerna Alsbach och Hähnlein i den nya kommenen Alsbach. Namnet ändrades till det nuvarande 1 januari 1978.